# 双江乡 (西充县)
双江乡，是中华人民共和国四川省南充市西充县曾经下辖的一个乡。2019年10月，撤销凤和乡和双江乡，将其所属行政区域划归仁和镇管辖。

## 行政区划
双江乡撤销前下辖以下地区：
临江村、南陵寺村、书房湾村、冯家桥村、福应宫村、弥勒寺村、白家井村、马龙村和米丹村。